# Edwin Samuel Montagu
Edwin Samuel Montagu, född 1879, död 1924, var en brittisk liberal politiker och även minister av Indien mellan åren 1917 och 1922.
Montagu kom från en judisk familj. Han var 1906-22 ledamot av underhuset för liberala partiet och medlem av H.H. Asquiths båda regeringar 1908-16. Montagu efterträdde David Lloyd George som kommunikationsminister i Asquiths andra regering juli-december 1916, och blev i David Lloyd Georges regering minister för Indien 1917-22.